# Schermaglia di Clifton Moor
La schermaglia di Clifton Moor fu effettuata il mercoledì 18 dicembre 1745 durante la seconda insurrezione giacobita. 
Questa battaglia è una delle pretendenti al titolo di ultima battaglia sul suolo inglese tra cui quella di Graveney Marsh sulla costa del Kent nel 1940. 

## Antefatto
In seguito alla decisione di ritirarsi da Derby il 6 dicembre, l'armata giacobita si divise in tre piccole colonne poi si fermò la prima notte della ritirata a Ashbourne nel Derbyshire. Raggiunsero Leek il giorno successivo ed il 9 le divisioni si ricongiunsero sulla via di Manchester.
L'armata giacobita poi lasciò Manchester il 10 e raggiunse Wigan la notte stessa. Il giorno dopo raggiunsero Preston; il duca di Perth fu inviato a nord con una scorta di cavalleria per riportare i rinforzi dalla Scozia. Il principe Carlo e l'esercito principale arrivarono a Lancaster la sera del 13; i comandanti giacobiti presero in considerazione l'idea di restare lì e combattere, ma il luogotenente generale Lord George Murray aveva ricevuto rapporti che un grosso corpo di dragoni del Generale George Wade era entrato a Preston poco dopo la partenza dei giacobiti. Carlo allora cambiò idea e decise di proseguire verso nord. 
Le forze governative sotto Wade e il duca di Cumberland arrivarono a Mecclesfield il 10 dicembre, dove quest'ultimo fu informato della partenza dei giacobiti da Manchester quel giorno. Lasciando Lancaster il 15 dicembre, l'esercito di Carlo era appena uscito dalla città quando un'avanguardia dei governativi a cavallo vi entrò dentro. I giacobiti si formarono in ordine di battaglia ma quando l'allarme si rivelò falso, l'esercito proseguì verso Kendal. 
L'esercito entrò a Kendal nella notte dove fu accolto da Perth e dal suo gruppo che erano tornati dopo essere stati attaccati dalla milizia a Penrith. Su consiglio di Murray, l'esercito giacobita passò la notte del 16 dicembre a Shap per poi arrivare il giorno seguente al villaggio di Clifton. 

## Arrivo a Clifton
Mentre Carlo e le principali forze giacobite avevano raggiunto Penrith, la retroguardia, sotto Murray, lasciò Shap la mattina del 18 dicembre seguita a distanza dalla milizia locale. Circa 200-300 cavalieri governativi si unirono a Thrimby Hill sul percorso dove era presente la retroguardia nemica, ed incerto sulle dimensioni delle forze che lo fronteggiavano, Murray inizialmente mantenne la posizione. 
Il colonnello Brown, ufficiale della brigata irlandese che guidava la colonna giacobita avanzò diverse compagnie del reggimento di Edimburgo in posizione di attacco. Murray nella retroguardia ordinò al reggimento di Glengarry di supportarli. Entrambe le parti furono sorprese di trovare l'unico nemico a cavallo leggero di fronte che proseguiva disordinatamente dopo aver visto i giacobiti.
La retroguardia riprese la sua marcia e una volta raggiunto il villaggio di Clifton, Murray inviò l'artiglieria e i bagagli pesanti a Penrith sotto una piccola scorta. Collocò diverse unità nei recinti intorno a Lowther Hall nella speranza di attaccare la cavalleria governativa; questo effettivamente avvenne e riuscirono a prendere due prigionieri, i quali dissero a Murray che lo stesso Cumberland con 4000 cavalli era a circa un miglio dietro di lui. In seguito mandò il colonnello Stuart da Carlo a Penrith chiedendo rinforzi e l'approvazione di prendere posizione a Clifton. Tornato al villaggio, Murray raccolse le sue forze disponibili ed inviò gli uomini di Glengarry in alcune posizioni ad ovest della strada con il reggimento Appin e Macpherson di Cluny a est, e infine il reggimento di Edimburgo sulla strada vicino a Clifton. 

## La schermaglia
Nel tardo pomeriggio circa 500 dragoni governativi smontarono da cavallo e avanzarono verso le posizioni giacobite. A Murray fu detto che gli ordini di Carlo erano quelli di ritirarsi immediatamente a Penrith, ma non poteva disimpegnarsi poiché i dragoni avevano già iniziato a sparare su di loro.
Murray diede ordini verbali agli ufficiali di Glengarry di appoggiare un attacco alle siepi e ai fossati che separavano i dragoni dalle loro posizioni; poi tornò a est della strada e si mise a capo dei Macpherson. Era passata circa un'ora dal tramonto, e grazie al buio causato dalle nuvole i giacobiti avevano il vantaggio di poter vedere i loro avversari ma i loro stessi movimenti non potevano essere osservati. 
Gli Stewart e i Macpherson marciarono in avanti al comando così come i Macdonald e MacDonnell a ovest. Gli uomini a ovest continuarono a sparare mentre avanzavano, ma i Macpherson, che erano a est, entrarono presto in contatto con i dragoni inglesi e ricevettero tutto il loro fuoco. Murray estrasse la spada e gridò: "Claymore!" e Cluny Macpherson fece lo stesso, i Macpherson allora si precipitarono nel fosso inferiore del recinto. Successivamente dopo aver superato le siepi diagonali mentre camminavano, si lanciarono con la spada sul nemico, di cui un numero considerevole fu ucciso già nel fossato inferiore. Il resto si ritirò verso la brughiera ma ricevette contro durante la fuga il fuoco nemico del reggimento MacDonnell di Glengarry. 

## Conseguenze
Dodici soldati giacobiti sono stati uccisi durante la schermaglia. L'unico ufficiale giacobita ferito fu il capo dei MacDonald di Glengarry. 
Dieci dragoni governativi furono uccisi e quattro dei loro ufficiali feriti. La morte di un dragone britannico fu registrata a Clifton diverse settimane dopo, presumibilmente per le ferite riportate durante la battaglia. I dragoni uccisi nello scontro sono sepolti nel cimitero di St. Cuthbert. Vicino al cancello del cimitero è situata una pietra che ricorda l'accaduto. 
L'unico prigioniero fatto in questa occasione fu un uomo del duca di Cumberland che poi fu rimandato agli inglesi da Carlo. 
Si ritiene che uno scheletro con indosso il tartan, trovato negli anni 1920 vicino a Stanhope, sia stato una vittima giacobita della schermaglia, anche se questo fatto è ritenuto incerto.